# یوشی‌هیده ساساکی
یوشیهیده ساساکی (انگلیسی: Yoshihide Sasaki؛ زادهٔ ۴ اکتبر ۱۹۸۷) بازیگر اهل ژاپن است. وی از سال ۲۰۰۳ میلادی تاکنون مشغول فعالیت بوده‌است.